# Tamás Priskin
Tamás Priskin (* 27. September 1986 in Komárno) ist ein ungarischer Fußballspieler. Er ist auch slowakischer Staatsbürger. Er spielt aktuell für den FC Göstling/Ybbs in der 2. Klasse Ybbstal/AV, der letzten niederösterreichischen Leistungsstufe.

## Laufbahn

### Verein
Priskin spielte in der Jugend für den FC Komárno und den Győri ETO FC, für den er in der Borsodi Liga spielte. 2006 wechselte er zum FC Watford in die Premier League, konnte jedoch den Abstieg des Klubs in die Football League Championship am Saisonende nicht verhindern. Am 7. März 2008 ist Priskin auf Leihbasis, für zunächst einen Monat, zum Ligarivalen Preston North End gewechselt. Einen Tag später feierte er – beim 2:1 in Charlton – sein Debüt in der Startelf seines neuen Klubs.
Priskin wechselt im April 2011 zu Swansea City und erzielte bei seinem Debüt im Heimspiel gegen Norwich City das 3:0.
Am 31. Jänner 2014 unterschrieb er beim österreichischen Meister FK Austria Wien bis Sommer 2015 (plus Option auf ein weiteres Jahr). Aufgrund eines Stürmerüberflusses wurde er bis Sommer 2014 an Maccabi Haifa verliehen. Er kehrte zwar zur Austria zurück, wurde aber zu Győri ETO FC abgegeben.
Nachdem sein Verein die Lizenz entzogen wurde, wechselte er zu Slovan Bratislava in die slowakische Liga.
Priskin verließ nach zwei Spielzeiten Slovan Bratislava und wechselte zum 1. Juli 2017 zu Ferencváros Budapest.
Nach einer Leihe zu Ligakonkurrent Szombathelyi Haladás, wo er den Abstieg von Szombathely nicht verhindern konnte, kehrte er zu Győr zurück.

### Nationalmannschaft
Sein Debüt in der ungarischen Nationalmannschaft gab er am 17. August 2005 gegen das Team aus Argentinien.
Bei der Fußball-Europameisterschaft 2016 in Frankreich wurde er in das Aufgebot Ungarns aufgenommen. Im Auftaktspiel gegen Österreich wurde er im letzten Drittel eingewechselt und gab kurz vor Schluss die Vorlage zum 2:0. Gegen Island stand er danach in der Startelf, wurde aber wieder ausgewechselt, als es in den Schlussspurt ging. In den restlichen beiden Partien bis zum Ausscheiden im Achtelfinale blieb er dann auf der Bank.